# Imoru Egala
Alhaji Imoru Egala (* 1914; † 2. April 1981 in New York, USA; auch Imoro Egala) war ein führender Politiker Ghanas. Er hatte unter anderem die Position des Außenministers in der ghanaischen Republik zwischen 1960 und 1961 inne und gründete die spätere Regierungspartei People’s National Party.

## Karriere
Egala hatte unter der Regierung von Präsident Kwame Nkrumah als Mitglied der Convention People’s Party (CPP) verschiedene Posten im Kabinett inne. So war er zwischen 1960 und 1961 Außenminister Ghanas und Staatsminister für Information. Nach dem Militärputsch gegen Nkrumah galt Egala als einer der wichtigsten politischen Führer unter den im Lande verbliebenen Anhängern des ehemaligen Präsidenten.
Egala ist Gründungsvater der People’s National Party (PHP), die im Jahr 1979 sowohl die Präsidentschaftswahlen mit Hilla Limann als auch die Parlamentswahlen für sich entscheiden konnten. Egala finanzierte den Wahlkampf Limanns zum weit überwiegenden Teil. Die PHP gilt als Nachfolgepartei der politischen Richtung Nkrumah’s. Einige Quellen berichten, Egala habe selbst nicht die Kandidatur übernehmen können, da er von der Ausübung politischer Ämter zu dieser Zeit ausgeschlossen war.

## Familie und Tod
Imoru Egala war der Onkel von Präsident Limann. Sein Tod im Jahr 1981 war Folge eines Herzinfarktes. Er stand kurz vor der Abreise nach Europa und Asien um finanzielle Hilfen für Ghana zu organisieren. Hajia Ramatu Aliu Mahama ist das sechste Kind von Egala und Ehefrau des bekannten ghanaischen Politikers Aliu Mahama.